# Garvan, Silistra
Garvan (în bulgară Гарван, în română Garvăn-Cioara) este un sat în comuna Sitovo, regiunea Silistra, Dobrogea de Sud, Bulgaria. 
Între anii 1913-1940 a făcut parte din plasa Silistra a județului Durostor, România.

## Demografie
Componența etnică a satului Garvan
     Bulgari (97,42%)
     Nicio identificare (0%)
     Altele (2,57%)
La recensământul din 2011, populația satului Garvan era de 349 locuitori. Din punct de vedere etnic, majoritatea locuitorilor (97,42%) erau bulgari. Pentru 0,0% din locuitori nu este cunoscută apartenența etnică.